# HŠK Dunav Zemun
HŠK Dunav je bio nogometni klub iz Zemuna (danas Srbija), oko kojeg su se okupljali Hrvati. 
Osnovan je prije drugog svjetskog rata.
Sudjelovao je u nogometnom prvenstvu NDH. Nakon drugog svjetskog rata, ta je činjenica bila izvrsna izlika protuhrvatski nastrojenim komunističkim vlastima za zabraniti mu rad.
1944., u nedovršenom prvenstvu NDH, bio je prvak Zemuna u ligaškom dijelu. U doigravanju je izgubio od drugoplasiranog "Građanskog". 